# Butia capitata
Butia capitata är en enhjärtbladig växtart som först beskrevs av Carl Friedrich Philipp von Martius, och fick sitt nu gällande namn av Odoardo Beccari. Butia capitata ingår i släktet Butia och familjen palmer. Inga underarter finns listade i Catalogue of Life.
Denna palm förekommer i öppna savanner i Argentina, Brasilien, Paraguay och Uruguay. Den är känslig för temperaturer lägre än -12 C°.
Arten blir vanligen 2 till 6 meter hög och stammen har en diameter upp till 50 cm. På toppen bildas 18 till 32 gulgröna till grågröna blad. Varje palm har gula blommor av han- och honkön. Hos Butia capitata förekommer gula till orange frukter som innehåller en till tre frön. Fröet behöver flera månader och ibland ett år för sin groning.
Den ätliga frukten plockas av regionens befolkning.

## Bildgalleri

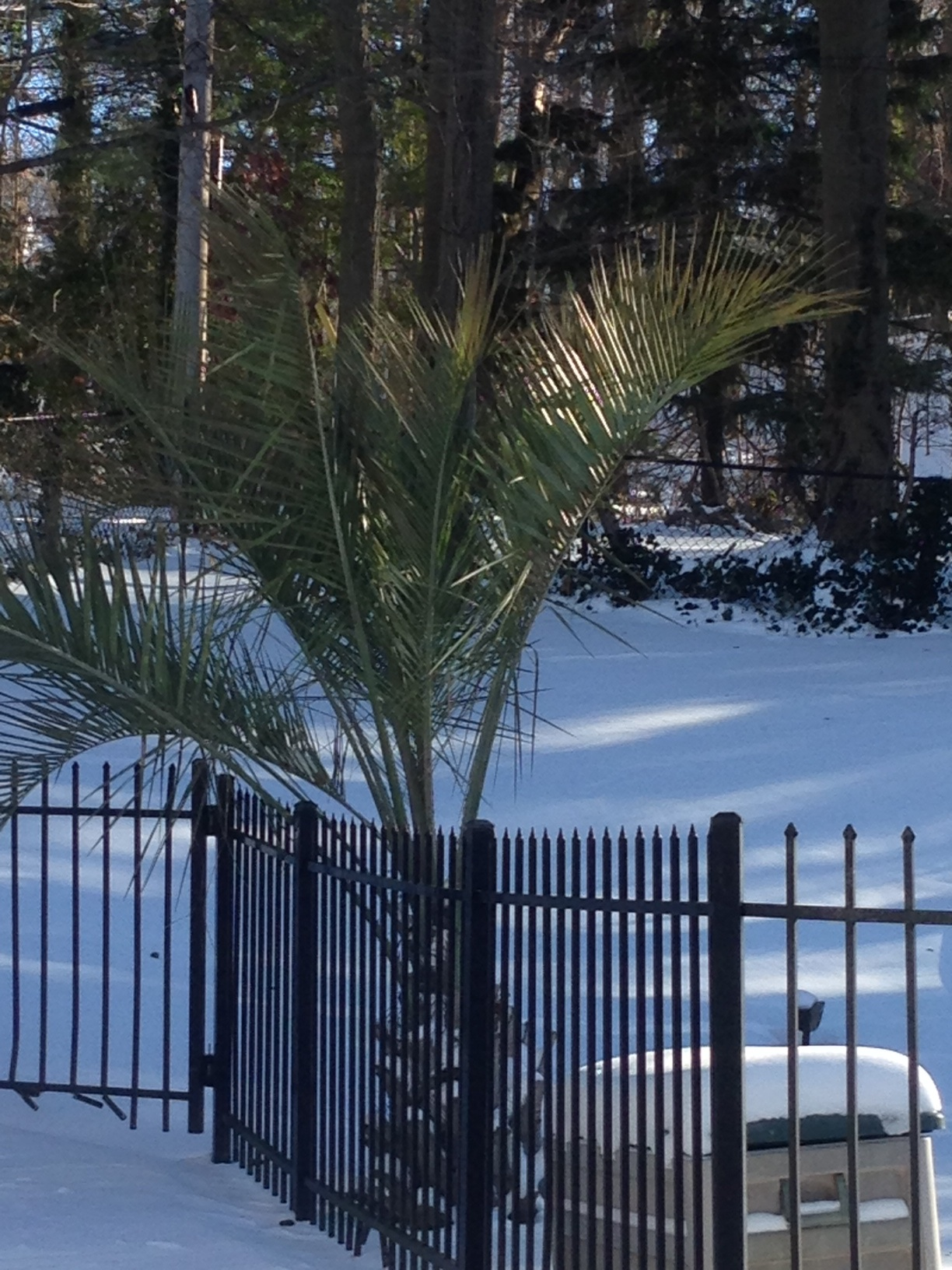
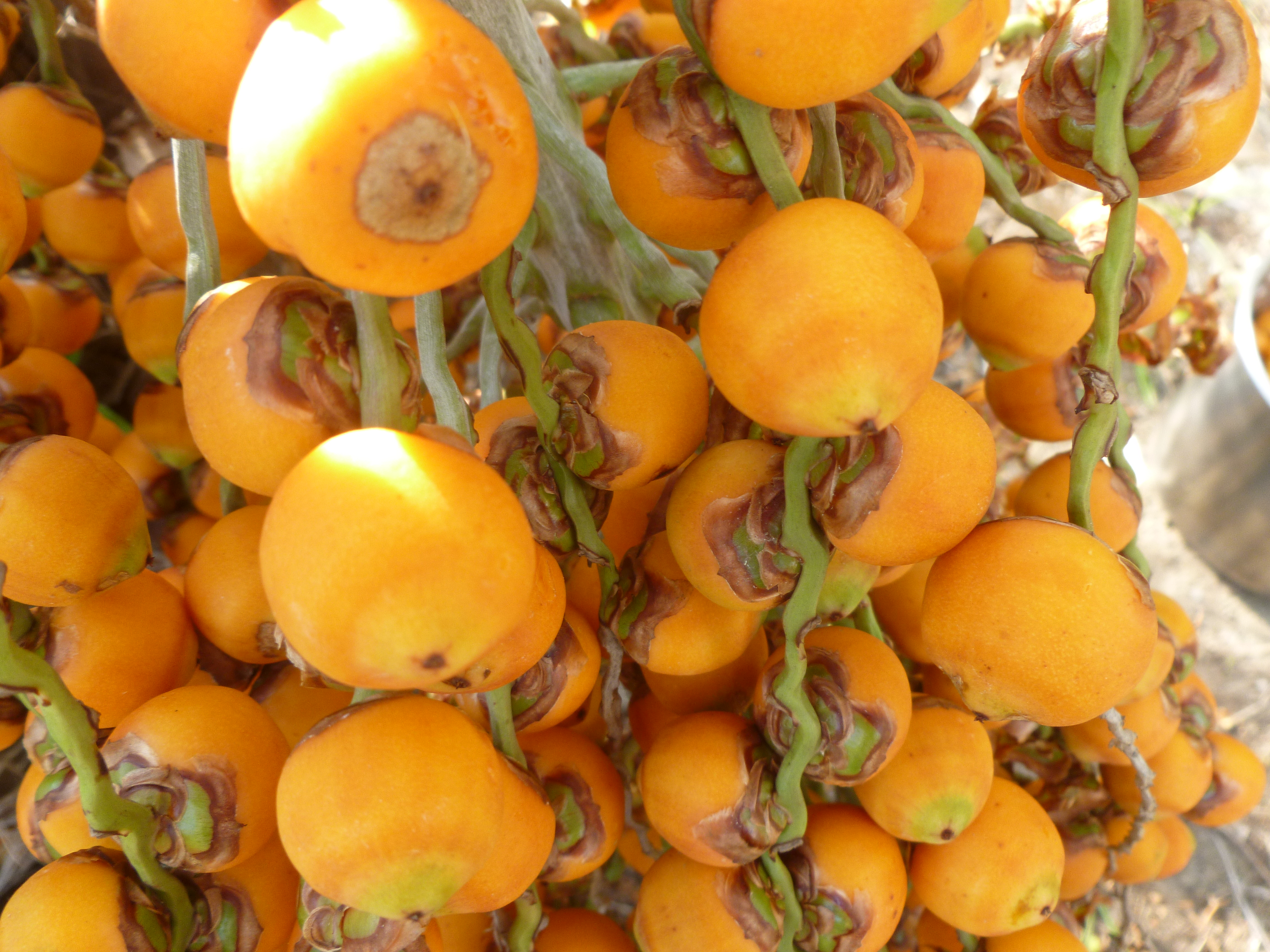
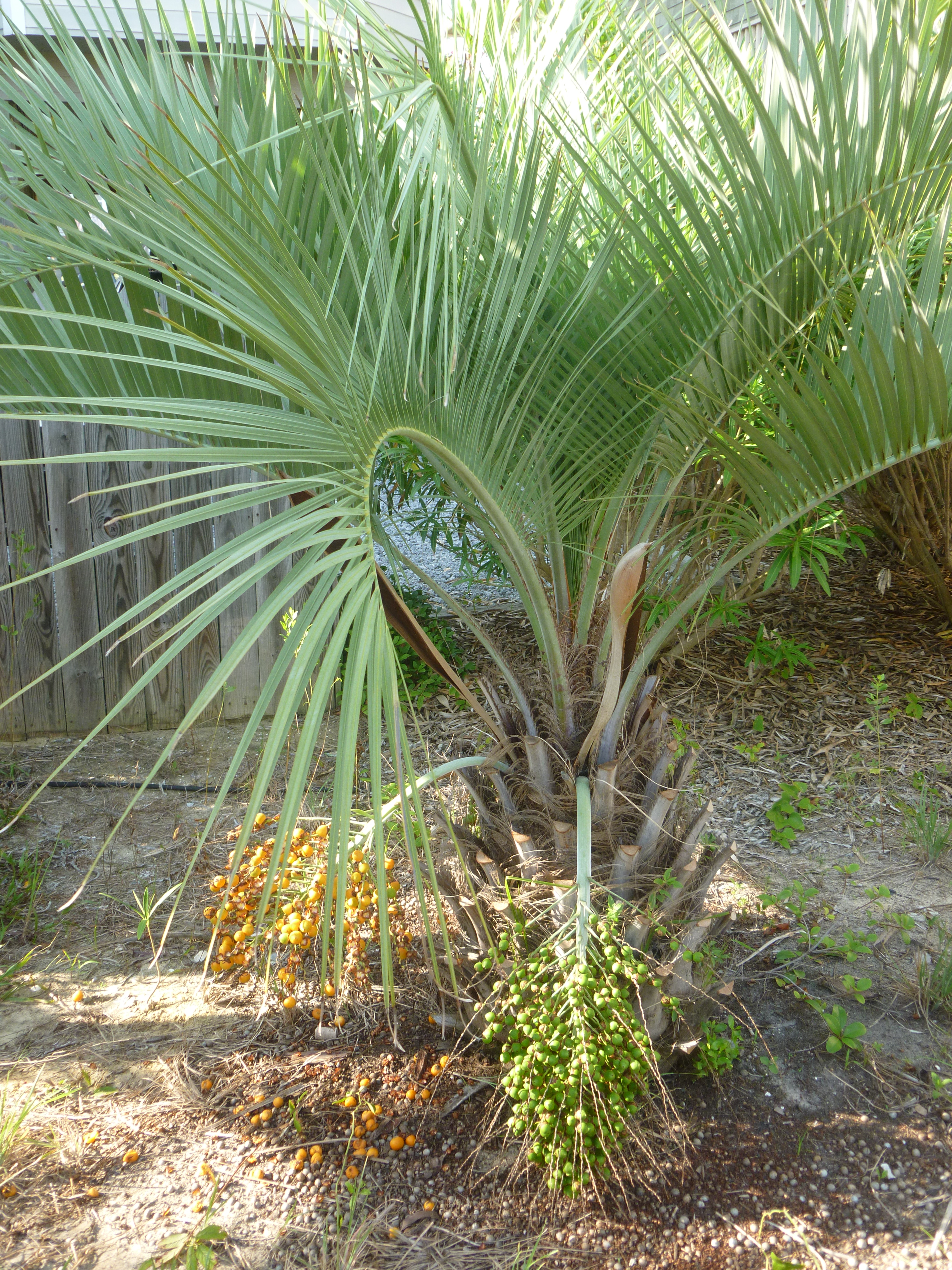
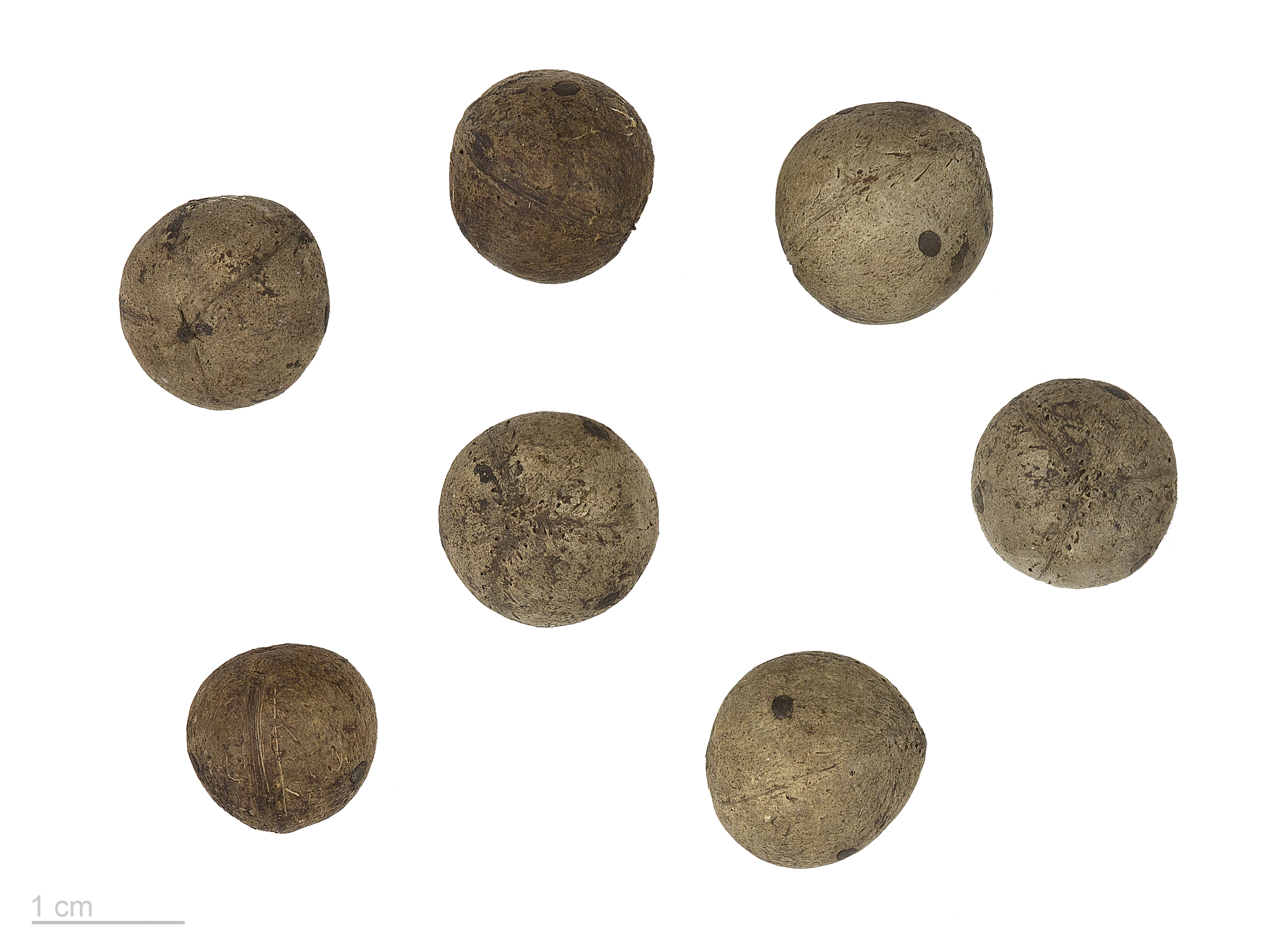
Butia capitata - Museum specimen